# Kaakamovaara
Kaakamovaara är en kulle i Finland.   Den ligger i den ekonomiska regionen  Kemi-Torneå  och landskapet Lappland, i den norra delen av landet, 700 km norr om huvudstaden Helsingfors. Toppen på Kaakamovaara är 181 meter över havet.
Terrängen runt Kaakamovaara är huvudsakligen platt. Runt Kaakamovaara är det glesbefolkat, med 17 invånare per kvadratkilometer.